# Klaus Zedler
Klaus Zedler (* 23. April 1952) ist ein ehemaliger deutscher Fußballspieler.
Zedler begann seine Profikarriere bei Rot-Weiss Essen. Mit der Mannschaft von der Hafenstraße spielte er in der Saison 1976/77 in der Bundesliga. Zedler stand zusammen mit Spielern wie Werner Lorant und Horst Hrubesch im Kader. Essen stieg als Tabellenletzter in die Nordstaffel der 2. Bundesliga ab und Zedler absolvierte sechs Spiele. Er wechselte zum KSV Baunatal. Mit dem KSV trat er ein Jahr in der Südstaffel der 2. Liga an. Zum Saisonfinale konnte Baunatal mit einem Punkt Vorsprung auf einen Abstiegsplatz die Klasse halten. Zedler steuerte hierbei mit drei Toren in 33 Spielen bei. Er wechselte für ein Jahr in die Schweiz zum FC Fribourg, bevor er zwei Spielzeiten für den VVV-Venlo in den Niederlanden auflief und anschließend seine Karriere beendete.